# Klauen wir gleich die ganze Bank
Klauen wir gleich die ganze Bank (Bank Shot) ist eine US-amerikanische Gangster-Komödie von 1974.

## Handlung
Spektakulär gelingt es dem Häftling Walter Ballantine, aus dem Arbeitslager mit einer Baumaschine auszubrechen. Draußen wird er bereits von seinen Komplizen erwartet und kann mittels Motorrad, Flugzeug und Oldtimer fliehen. Ihm wird der Plan präsentiert, eine provisorische Bank in einem Einkaufsareal zu überfallen. Walter aber schlägt vor, doch die ganze Bank mitzunehmen. Dazu muss die Gruppe erst einen Tieflader stehlen. Nach geglücktem Coup wird der Anhänger heimlich nachts unter den Bank-Wohnwagen postiert. Schließlich kann mit reichlich Krach und Ablenkung das Häuschen mit dem LKW abtransportiert werden. Die vier Sicherheitsleute werden verjagt. Später verpasst man dem Häuschen einen pinkfarbenen Anstrich, so dass es zunächst nicht mehr erkannt werden kann. Da die Farbe sich jedoch ablöst, muss die Gruppe schnell fliehen. Auf einem Hügel versuchen sie mehrmals den Tresor zu sprengen. Der Tresor öffnet sich zwar, doch wird auch das komplette Haus zerstört und bewegt sich als rollender Überrest die Straße hinunter. Nur Ballantine kann noch aufspringen. Das gesamte Gefährt stürzt ins Meer, doch Ballantine kann sich noch retten. Dem Schlussmonolog nach soll er bis nach Samoa geschwommen sein und dort die Nationalbank alleine ausgeraubt haben.

## Hintergrund
Bei dem Film handelt es sich um die Verfilmung des Kriminalromans Bank Shot der John-Archibald-Dortmunder-Reihe des US-Autoren Donald E. Westlake von 1972. Der Regisseur Gower Champion war eigentlich Musical-Choreograf und Tänzer und am Broadway aktiv.

## Kritik
Die Zeitschrift Cinema befindet, „der ideenreiche Spaß mit viel 70er-Jahre-Flair unterhält immer noch“. Fazit: „Ulkig: Pleiten, Pech und Gangsterposse“. Das Lexikon des internationalen Films beurteilt den Film als „überwiegend gelungene Gaunerkomödie, gut gespielt und mit heiteren Einfällen und trockenem Humor inszeniert.“